# Seznam léčivých rostlin, A
Toto je seznam léčivých rostlin, jejichž český název začíná písmenem A.

CELÝ SEZNAM A-B-C-Č-D+Ď-E+F+G-H-Ch+I+J-K-L-M-N+O-P-R+Ř-S+Š-T+U-V+W+Y-Z+Ž

## A
| Český název (další českojazyčné a lidové názvy)                           | Vědecký název                  | Užívaná část                                 | Lékopisný název                                                         | Charakteristika účinků a použití | Botanické vyobrazení nebo fotka |
| ------------------------------------------------------------------------- | ------------------------------ | -------------------------------------------- | ----------------------------------------------------------------------- | --- | ------------------------------- |
| Aframon rajské zrno (pepř malaguetský,guinejská zrna, guinejský kardamon) | Aframomum melegueta (K.Schum.) | plody                                        |                                                                         | v tradiční africké medicíně-účinky proti parazitům dutiny ústní, střevním potížím, bolestem svalů, podporuje bdění, afodisiakální působení |                                 |
| Agave sisalová                                                            | Agave sisalana (Perrinex)      | listy                                        |                                                                         | zdroj kortizonu |                                 |
| Akácie arabská (cachu)                                                    | Vachellia nilotica (Delile)    | zaschlá míza (arabská guma)                  |                                                                         | |                                 |
| Akácie egyptská                                                           | Acacia seyal (Del.)            |                                              |                                                                         | |                                 |
| Akacie senegalská                                                         | Acacia senegal (L.) (Willd.)   | arabská klovatina-zaschlá prýštící šťáva     | Accaciae gummi, Acaciae gummi disperrsione desiccatum                   | |                                 |
| Aktinidie čínská (čínský angrešt, kiwi, opičí broskev)                    | Actinidia chinensis (Planch.)  |                                              |                                                                         | |                                 |
| Aloe barbadoská (aloe barbadoské)                                         | Aloe barbadensis (Mill.)       | usušená šťáva z listů, suchý extrakt z listů | Aloe barbadensis, Aloes extractum siccum normantum                      | |                                 |
| Aloe kapská (aloe kapské)                                                 | Aloe ferox (Mill.)             | usušená šťáva z listů, suchý extrakt z listů | Aloe capensis, Aloes extractum siccum normantum                         | vnitřně podpora trávení a peristaltiky trávicího ústrojí, nevhodná pro těhotnéǃ zevně-při některých kožních chorobách a padání vlasů       |                                 |
| Aloe léčivá (aloe stromovitá)                                             | Aloe arborescens (Mill.)       |                                              |                                                                         | |                                 |
| Aloe pravá                                                                | Aloe vera (L.) (Burm.)         |                                              |                                                                         | |                                 |
| Amarylis pravá                                                            | Amaryllis belladonna (L.)      |                                              |                                                                         | |                                 |
| Ambroň styraxová                                                          | Liquidambar styraciflua (L.)   |                                              |                                                                         | |                                 |
| Ambroň východní                                                           | Liquidambar orientalis (Mill.) |                                              |                                                                         | |                                 |
| Ambrozie pelyňkolistá                                                     | Ambrosia artemisiifolia (L.)   |                                              |                                                                         | |                                 |
| Ananasovník chocholatý (Ananas)                                           | Ananas comosus (L.)            | plody                                        |                                                                         | podporuje tvorbu moči |                                 |
| Andělika lékařská (andělský kořen, anjelička, litvor, děhyl)              | Archangelica officinalis (L.)  | kořen, silice, sušené kořeny                 | Radix angelicae, Etheroleum angelicae aethericum, Angelica archangelica | posilující a povzbuzující prostředek |                                 |
| Andělika lesní                                                            | Angelica sylvestris (L.)       |                                              |                                                                         | |                                 |
| Angrešt srstka                                                            | Grossularia uva-crispa (L.)    |                                              |                                                                         | |                                 |
| Anýz vonný                                                                | Pimpinella anisum (L.)         | plody, silice, čerstvé plody                 | Fructus anisi, Eetheroleum anisi aethericum, Anisum                     | podpora laktace kojících žen, rozpouštění hlenů v dýchacím ústojí, proti nadýmání                                                          |                                 |
| Aralka mandžuská                                                          | Aralia elata (Rupr.) (Maxim.)  |                                              |                                                                         | |                                 |
| Araukarie ztepilá                                                         | Araucaria heterophylla (Lamb.) |                                              |                                                                         | |                                 |
| Areka obecná (areka betelová, palma betelová)                             | Areca catechu (L.)             | sušené plody (arekové oříšky)                | Semen arecae/Nuces arecae                                               | Roborans (tonikum), zdroj alkaloidu arekolinu pro další zpracování                                                                         |                                 |
| Argánie trnitá                                                            | Argania spinosa (L.) Skeels    |                                              | olej                                                                    | regenerace kůže |                                 |
| Áron plamatý                                                              | Arum maculatum (L.)            | hlíza                                        |                                                                         | v homeopatii |                                 |
| Artyčok kardový                                                           | Cynara cardunculus             | list, kořen, dužnaté části květního lůžka    |                                                                         | podporuje činnost jater a žlučníku, proti kornatění tepen a cukrovce                                                                       |                                 |